# Puchar Macedonii w piłce nożnej (2013/2014)
Puchar Macedonii w piłce nożnej (2013/2014) – 22. edycja Pucharu Macedonii w piłce nożnej, mająca na celu wyłonienie najlepszej drużyny z Macedonii ubiegającej się o to trofeum. Trofeum bronił Teteks Tetowo. Zwycięzca rozgrywek otrzymał prawo gry w Lidze Europy UEFA.

## 1/8 finału
| Lp. | Gospodarz pierwszego meczu | Wynik dwumeczu | Gość pierwszego meczu           | Wynik I meczu | Wynik II meczu |
| --- | -------------------------- | -------------- | ------------------------------- | ------------- | -------------- |
| 1   | KF Gostiwar                | 2-4            | Napredok Kiczewo                | 0-3           | 2-1            |
| 2   | Horizont Turnowo           | 1-1 (k. 0-3)   | Bregałnica Sztip                | 1-0           | 0-1            |
| 3   | Metałurg Skopje            | 2-2 (br. wyj.) | Vardar Skopje                   | 1-0           | 1-2            |
| 4   | FK Pelister                | 2-2 (k. 3-2)   | FK Miravci                      | 2-0           | 0-2            |
| 5   | Rabotniczki Skopje         | 6-1            | FK Novaci                       | 4-0           | 2-1            |
| 6   | Siłeks Kratowo             | 1-1 (k. 7-8)   | KF Drita                        | 1-0           | 0-1            |
| 7   | Shkëndija Tetowo           | 4-0            | Makedonija Ǵorcze Petrow Skopje | 2-0           | 2-0            |
| 8   | Teteks Tetowo              | 4-4 (k. 5-4)   | FK Renowa                       | 2-2           | 2-2            |

## Ćwierćfinały
| Lp. | Gospodarz pierwszego meczu | Wynik dwumeczu | Gość pierwszego meczu | Wynik I meczu | Wynik II meczu |
| --- | -------------------------- | -------------- | --------------------- | ------------- | -------------- |
| 1   | Teteks Tetowo              | 2–1            | Napredok Kiczewo      | 0-0           | 2–1            |
| 2   | Bregałnica Sztip           | 3–2            | Shkëndija Tetowo      | 2-1           | 1–1            |
| 3   | KF Drita                   | 1–10           | Metałurg Skopje       | 0-3           | 1–7            |
| 4   | FK Pelister                | 1-2            | Rabotniczki Skopje    | 1-0           | 0-2            |

## Półfinały
Półfinały zostały rozegrane 19 marca i 16 kwietnia.
| Lp. | Drużyna 1          | Wynik dwumeczu | Drużyna 2        | Wynik I meczu | Wynik II meczu |
| --- | ------------------ | -------------- | ---------------- | ------------- | -------------- |
| 1   | Rabotniczki Skopje | 2–2 (k. 5–4)   | Bregałnica Sztip | 2–0           | 0–2            |
| 2   | Teteks Tetowo      | 0–1            | Metałurg Skopje  | 0–0           | 0–1            |

## Finał
Finał został rozegrany 7 maja na Arenie Narodowej im. Filipa II Macedońskiego w Skopje.
| Drużyna 1          | Wynik meczu | Drużyna 2       |
| ------------------ | ----------- | --------------- |
| Rabotniczki Skopje | 2–0         | Metałurg Skopje |